# Капенские ворота

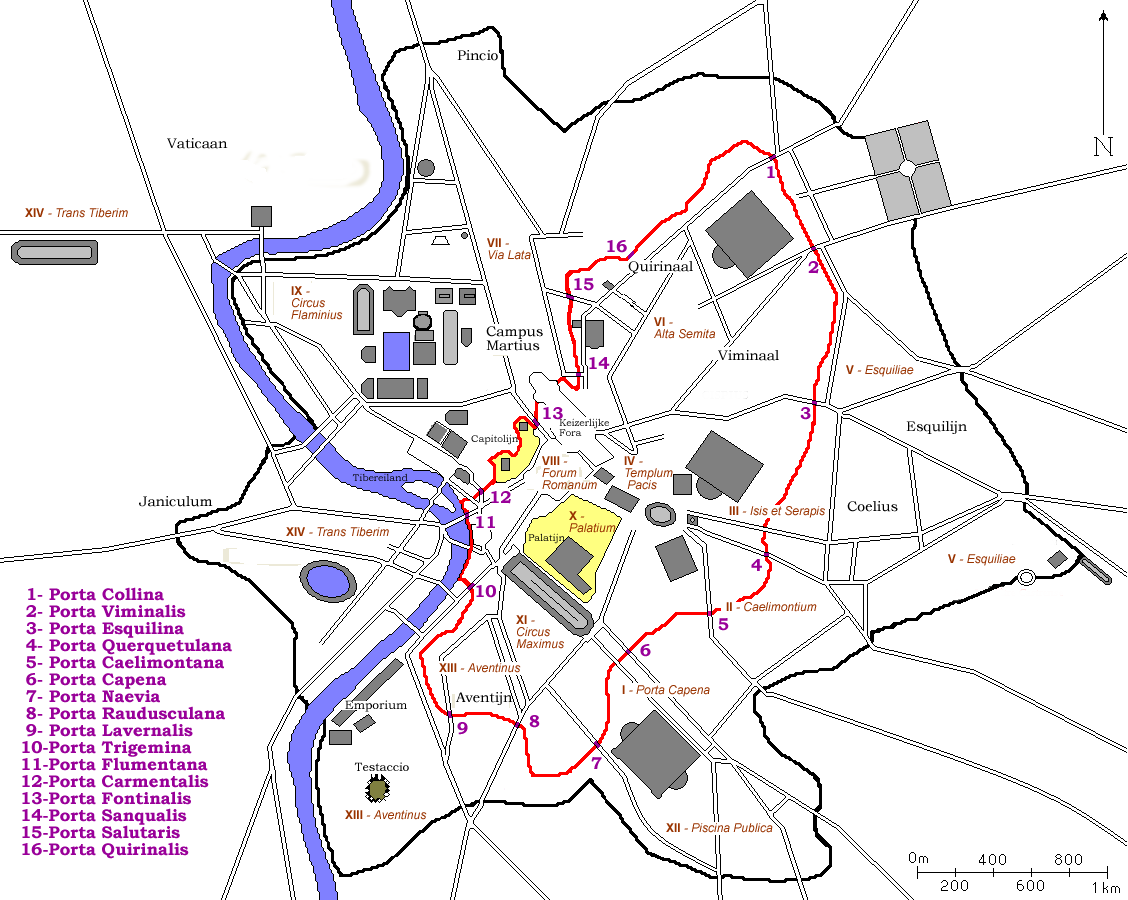
Сервиева стена и городские ворота.

Капенские ворота (лат. Porta Capena) — античные городские ворота Рима вблизи Целия, являвшиеся частью Сервиевой стены.
Ворота получили название в честь Капенской рощи. От этих ворот начиналась Аппиева дорога и Латинская дорога. Название ворот происходит, возможно, от города Капуя, в который вела Аппиева дорога, или от этрусского слова Capena . Император Домициан отреставрировал Капенские ворота в конце I века, в то время ворота потеряли своё значение городских ворот в сильно разросшемся городе.
В 1867—1868 годах развалины ворот и часть Сервиевой стены были раскопаны, однако в наши дни больше не видны.